# Communauté de communes des Pays de L'Aigle
Ne doit pas être confondu avec Communauté de communes du Pays de L'Aigle.
La communauté de communes des Pays de L'Aigle est une communauté de communes française, créée le 1er janvier 2017 et située dans le département de l'Orne en région Normandie.

## Historique
Dans le cadre des prescriptions de loi portant nouvelle organisation territoriale de la République (Loi NOTRe) du 7 août 2015, qui prévoit que les établissements publics de coopération intercommunale (EPCI) à fiscalité propre doivent avoir un minimum de 15 000 habitants (sous réserve de certaines dérogations bénéficiant aux territoires de très faible densité), la petite communauté de communes du canton de La Ferté-Frênel, qui n'atteignait pas ce seuil, devait fusionner avec une de ses voisines. Cette fusion est intervenue avec la communauté de communes des Pays de L'Aigle et de la Marche.
La nouvelle communauté de communes qui en résulte est ainsi créée sous le nom de communauté de communes des Pays de L'Aigle  au 1er janvier 2017 par arrêté du 18 novembre 2016,. 
Le 1er janvier 2018, les communes de Fay et Mahéru quittent à leur demande la communauté de communes des Vallées d'Auge et du Merlerault pour intégrer celle des Pays de L'Aigle, portant à 32 le nombre de communes associées,,.

## Territoire communautaire

### Géographie
Située dans l'est du département de l'Orne  et limitrophe de celui de l'Eure, la communauté de communes des Pays de L'Aigle regroupe 32 communes et s'étend sur 546,5 km2. 
L'intercommunalité constitue l'un des dix « territoires d'industrie » normands annoncés par le Premier ministre en novembre 2018. Ces territoires feront l’objet d’un accompagnement de l’État pour le développement de leur industrie.
Le territoire communautaire est constitué essentiellement de communes de moins de mille habitants, est est structuré autour des pôles urbains de L'Aigle  et de celui de la commune nouvelle de  La Ferté-en-Ouche. Sur la période 2010-2015, « les taux de chômage et de pauvreté y ont été plus élevés qu’au plan départemental. Pour le premier indicateur, ils se sont montés à 15,4 % pour l’établissement public de coopération intercommunale (EPCI) contre 13,5 % au plan départemental, et, pour le second à 17,4 % contre 16,1 %. 
Alors que les parts de l’agriculture (5,2 %) et de l’industrie (25,6 %) sont supérieures à celles observées au plan départemental (respectivement 3,2 % et 22,4 %), celles du commerce, des transports et des services et de l’administration publique y sont moins prononcées, avec
respectivement 27,0 % et 36,5 % ».
« Caractérisée par un contexte fortement rural, la communauté de communes des Pays de L’Aigle est marquée par un environnement varié, composé de quatre unités paysagères distinctes, le Pays d'Ouche septentrional, les forêts du Perche, le pays d’Ouche méridional et le Haut Bassin de la Sarthe, proposant à la vue des paysages vallonnés sillonnés de rivières et de leurs affluents, des plaines de cultures céréalières et fourragères, des paysages herbagés et bocagers et d’importantes surfaces forestières dont l’intérêt écologique est reconnu par la présence de nombreux inventaires et périmètres de protection. Le territoire compte en effet onze Znieff de type I et dix Znieff de II qui couvrent 4 500 ha et quatre sites Natura 2000 dont trois zones spéciales de conservation (ZSC) [...] et une zone de protection spéciale (ZPS) [...] Ces sites Natura 2000 s’étendent sur 2 430 ha. Le territoire compte également trois espaces naturels sensibles (ENS)  ».

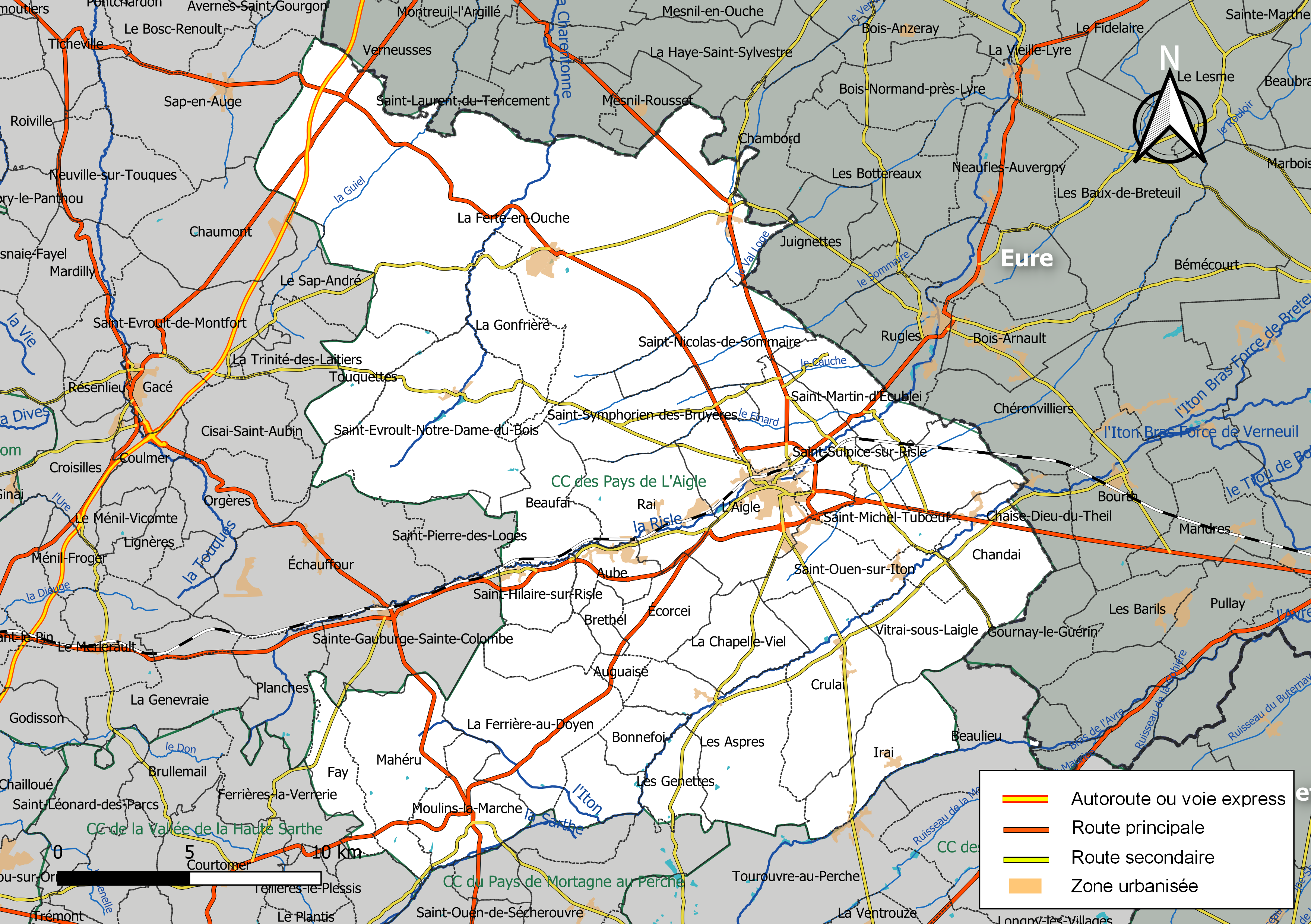
Carte de la communauté de communes des Pays de L'Aigle au 1er janvier 2019.

### Composition
En 2024, la communauté de communes est composée des 32 communes suivantes :

| Nom                              | Code Insee | Gentilé              | Superficie (km2) | Population (dernière pop. légale) | Densité (hab./km2) |
| -------------------------------- | ---------- | -------------------- | ---------------- | --------------------------------- | ------------------ |
| L'Aigle (siège)                  | 61214      | Aiglons              | 18,02            | 7 771 (2022)                      | 431                |
| Les Aspres                       | 61422      | Asprais              | 23,21            | 620 (2022)                        | 27                 |
| Aube                             | 61008      | Albins               | 5,74             | 1 249 (2022)                      | 218                |
| Auguaise                         | 61012      |                      | 2,25             | 197 (2022)                        | 88                 |
| Beaufai                          | 61032      | Beaufayens           | 12,9             | 327 (2022)                        | 25                 |
| Bonnefoi                         | 61052      | Bonafidésiens        | 5,39             | 189 (2022)                        | 35                 |
| Bonsmoulins                      | 61053      | Bonsmoulinois        | 7,57             | 232 (2022)                        | 31                 |
| Brethel                          | 61060      | Brethélois           | 2,97             | 136 (2022)                        | 46                 |
| Chandai                          | 61092      | Chandéens            | 13,73            | 681 (2022)                        | 50                 |
| La Chapelle-Viel                 | 61100      |                      | 11,79            | 289 (2022)                        | 25                 |
| Crulai                           | 61140      | Crulaisiens          | 22,5             | 803 (2022)                        | 36                 |
| Écorcei                          | 61151      | Écorceiens           | 9,47             | 376 (2022)                        | 40                 |
| Fay                              | 61159      | Fayards              | 8,68             | 69 (2022)                         | 7,9                |
| La Ferrière-au-Doyen             | 61162      | Ferriérois           | 22,47            | 156 (2022)                        | 6,9                |
| La Ferté-en-Ouche                | 61167      |                      | 131,69           | 2 960 (2022)                      | 22                 |
| Les Genettes                     | 61187      |                      | 6,54             | 162 (2022)                        | 25                 |
| La Gonfrière                     | 61193      | Gonfriérois          | 12,83            | 274 (2022)                        | 21                 |
| Irai                             | 61208      | Idriuciens           | 14,85            | 609 (2022)                        | 41                 |
| Mahéru                           | 61244      |                      | 19,63            | 275 (2022)                        | 14                 |
| Le Ménil-Bérard                  | 61259      |                      | 7,33             | 68 (2022)                         | 9,3                |
| Moulins-la-Marche                | 61297      | Moulinois            | 13,14            | 717 (2022)                        | 55                 |
| Rai                              | 61342      | Railois              | 16,03            | 1 437 (2022)                      | 90                 |
| Saint-Evroult-Notre-Dame-du-Bois | 61386      | Ebrultiens           | 34,47            | 440 (2022)                        | 13                 |
| Saint-Hilaire-sur-Risle          | 61406      | Saint-Hilairiens     | 6,61             | 291 (2022)                        | 44                 |
| Saint-Martin-d'Écublei           | 61423      | Écubleins            | 11,94            | 630 (2022)                        | 53                 |
| Saint-Michel-Tubœuf              | 61432      |                      | 8,73             | 576 (2022)                        | 66                 |
| Saint-Nicolas-de-Sommaire        | 61435      |                      | 16,28            | 266 (2022)                        | 16                 |
| Saint-Ouen-sur-Iton              | 61440      | Audoniens            | 14,19            | 827 (2022)                        | 58                 |
| Saint-Sulpice-sur-Risle          | 61456      | Saint-Sulpiciens     | 28,45            | 1 587 (2022)                      | 56                 |
| Saint-Symphorien-des-Bruyères    | 61457      | Saint-Symphérinolais | 16,02            | 483 (2022)                        | 30                 |
| Touquettes                       | 61488      | Touquettois          | 9,73             | 75 (2022)                         | 7,7                |
| Vitrai-sous-Laigle               | 61510      | Victoriens           | 11,33            | 213 (2022)                        | 19                 |

### Démographie
| 1968   | 1975   | 1982   | 1990   | 1999   | 2009   | 2014   | 2020   |
| ------ | ------ | ------ | ------ | ------ | ------ | ------ | ------ |
| 23 818 | 24 538 | 25 775 | 26 060 | 26 078 | 26 330 | 26 125 | 25 415 |

Si le bourg-centre de L'Aigle est en légère croissance démographique, les données du recensement entré en vigueur le 1er janvier 2019 montrent un affaiblissement démographique du territoire communautaire.

## Organisation

### Siège
Le siège de la communauté de communes est situé à L'Aigle, pôle administratif, 5, place du Parc.

### Élus
La communauté de communes est administrée par son conseil communautaire, composé pour la mandature 2020-2026 de 55 conseillers municipaux représentant chacune des communes membres et répartis en fonction de leur population de la manière suivante : 

- 15 délégués pour L'Aigle ;  

- 6 délégués pour La Ferté-en-Ouche ;

- 3 délégués pour Saint-Sulpice-sur-Risle ;

- 2 délégués pour Rai et Aube ;

- 1 délégué ou son suppléant pour les autres communes.

Au terme des élections municipales de 2020 dans l'Orne, le conseil communautaire renouvelé a réélu en juillet 2020 son président, Jean Sellier, et désigné ses dix vice-présidents, qui sont, en 2024, : 
1. Philippe Van Hoorne, maire de L'Aigle, délégué à l'économie ;
2. Michel Le Glaunec, maire de La Ferté-en-Ouche, délégué aux finances ;
3. Serge Delavallée, conseiller municipal de L'Aigle, délégué du tourisme et à la culture ;
4. Guy Martel, maire de Saint-Symphorien-des-Bruyères, délégué à la voirie ;
5. François Brizard, premier maire-adjoint de La Ferté-en-Ouche, délégué à l'environnement ;
6. Nathalie Lenôtre, maire-adjointe de L'Aigle, déléguée au social ;
7. François Carbonnell, maire de Vitrai-sous-L'Aigle, délégué à l'urbanisme ;
8. Jean-Luc Beaufils, maire d'Irai, délégué au sport ;
9. Virginie Violet, première maire-adjointe de Touquettes, déléguée aux bâtiments ;
10. Véronique Helleux, maire d'Aube, déléguée au scolaire.

### Liste des présidents
| Période       | Période                       | Identité     | Étiquette | Qualité |
| ------------- | ----------------------------- | ------------ | --------- | --- |
| janvier 2017, | En cours (au 22 février 2024) | Jean Sellier | MoDem     | Vétérinaire Maire de Saint-Sulpice-sur-Risle (1995 → ) Président de l'ex-CC du Pays de l'Aigle ( ? → 2012) Président de l'ex-CC des Pays de L'Aigle et de la Marche (2013 → 2016) Réélu pour le mandat 2020-2026 |

### Compétences
L'intercommunalité exerce les compétences qui lui ont été transférées par les communes membres, dans les conditions déterminées par le code général des collectivités territoriales. Il s'agit de :
- Aménagement de l’espace, urbanisme,
- Développement économique,
- Tourisme,
- Aires d’accueil des gens du voyage,
- Collecte et traitement des déchets (externalisée au SMIRTOM)
- Gemapi
- Environnement (élaboration du PCAET, itinéraires de randonnées),
- Logement, cadre de vie,
- Voirie,
- Équipements culturels et sportifs (médiathèques de Moulins-la-Marche et de la Ferté-Fresnel, Risle-en-Scène, gymnases de L’Aigle et de Moulins-la-Marche, Cap’Orne, stade Jo Maso, complexe sportif la Cantonade, terrain de tennis de Moulins-la-Marche),
- Écoles,
- Action sociale – politique socio-éducative pour la petite enfance, l’enfance et la jeunesse,
- Eau, assainissement
- Incendie (Externalisée au SDIS),
- PAVE,
- Pôles de santé de La Ferté-Fresnel, L’Aigle et Moulins-la-Marche,
- Santé et prévention (via CIAS),
- Restauration scolaire et cuisine centrale,
- Autorité organisatrice mobilité locale

### Régime fiscal et budget
La communauté de communes est un établissement public de coopération intercommunale à fiscalité propre.
Afin de financer l'exercice de ses compétences, l'intercommunalité perçoit la fiscalité professionnelle unique (FPU) – qui a succédé à la taxe professionnelle unique (TPU) – et assure une péréquation de ressources entre les communes résidentielles et celles dotées de zones d'activité.
Elle perçoit également une bonification de la dotation globale de fonctionnement (DGF).
La communauté de communes collecte également la Taxe de séjour et la taxe GEMAPI.
Elle ne reverse pas de dotation de solidarité communautaire (DSC) à ses communes membres.

## Projets et réalisations
Conformément aux dispositions légales, une communauté de communes a pour objet d'associer des « communes au sein d'un espace de solidarité, en vue de l'élaboration d'un projet commun de développement et d'aménagement de l'espace ».

### Pôle de santé
Deux pôles de santé et une maison médicale seront livrées en 2020-2021. Pour Moulins-la-Marche, il s'agit d'une extension du pôle existant. Pour La Ferté-en-Ouche, il s'agit d'une construction neuve. Pour la commune d'Aube, il s'agit d'une maison médicale en lieu et place de l'ancienne poste, face à la mairie.

### Tourisme
L'intercommunalité envisage la création d'une voie verte à vocation touristique dans la vallée de la Risle, dont des études ont été entamées dès 2012.